# ホー (ウルトラ怪獣)
ホーは、特撮テレビドラマ『ウルトラマン80』をはじめとする「ウルトラシリーズ」に登場する架空の怪獣。別名は硫酸怪獣。

## 『ウルトラマン80』に登場するホー
『ウルトラマン80』第3話「泣くな初恋怪獣」に登場。
桜ヶ丘中学1年の少年・中野真一が誕生させた怪獣。失恋した真一の悲しみと怒りの感情によってマイナスエネルギーの霧が発生し、マイナスエネルギー波を真一に浴びせて心と完全に一体化して消えた翌日、恋人・みどりを奪った柴田の姿を見て真一の感情が高まり、心にマイナスエネルギーが宿る。その日の夜、再びマイナスエネルギーの霧が現われ、真一に刺激を与えて怪獣の誕生を誘発し、刺激を受けた就寝中の真一は苦しみと共に怪獣を産み始める。真一はUGMの怪獣レーダーに感知されるほどにマイナスエネルギーを増大させ、苦痛のうなり声と共に抜け出た真一の姿をしたマイナスエネルギーは、霧を吸収して怪獣の姿に変化しながら巨大化かつ実体化し、ホーが誕生した。
常に悲しげな声で泣き、硫酸の涙を撒き散らして何でも溶かす。耳は30キロメートル圏内の音を感知するレーダーになっており、マイナスエネルギーをキャッチするほか、マイナスエネルギー心臓と硫酸心臓の2つの心臓を持ち、口からは熱線（炎、高熱火炎）を放射し、尻尾からは毒ガスを噴く。真一の潜在意識を受けてみどりのもとへ向かうが、汗だくになってホーを産み終えてエネルギーを使い果たした真一は放心状態になっており、ホーを誕生させた時の記憶は残っていない。やがて、矢的の説得によって自我を取り戻した真一の心からホーはすでに離れており、真一が憎しみや嫉妬の感情を捨てても暴れ回る。最後はウルトラマン80と交戦し、マイナスエネルギーの塊の影響によってサクシウム光線でも倒れなかったが、続けざまに放たれたバックルビームで消滅する。
- デザインは山口修[8]。デザイン画では着ぐるみより耳と首が短く描かれていた[出典 4]。
- 硫酸の涙は『ウルトラ怪獣攻げき技大図鑑』で「レセンティールティア」と名付けられた。

## 『ウルトラマンメビウス』に登場するホー
『ウルトラマンメビウス』第41話「思い出の先生」に登場。
『ウルトラマン80』に登場したホーと同様、マイナスエネルギーから誕生した怪獣。GUYSのドキュメントUGMにデータが記録されている。統廃合によってなくなる桜ヶ岡中学校で行われた26年前の1年E組メンバーによる同窓会の最中、同校の解体直前の校舎から大量発生したマイナスエネルギーが誕生させる。
口から硫酸が転化した七色に光る炎のような破壊光線を放つほか、初代同様に目から硫酸の涙を流すなどの攻撃を行う。ミライがウルトラマンメビウスに変身して格闘戦に入る中、ガンフェニックスの砲撃はホーの身体を透過して無効化される。メビウスを押し倒して馬乗りになり、駄々を捏ねるように落涙しながら殴り続けるが、当初は同窓会に参加しないつもりだったウルトラマン80が現れると、メビウスを殴るのを止めて立ち上がり、80を待ち望んでいたかのような仕草を見せる。80がバックルビームを放つと、抵抗せずにそれを受け止めて笑顔になり、消滅する。その顛末を見て、コノミは「校舎が自分が壊されることを悲しんでマイナスエネルギーを発生させた」と分析するが、ミライは「校舎が学校で同窓会を行なっていた卒業生たちと80を会わせたくて怪獣を出現させた」と分析する。
- スーツアクター：永田朋裕
- 第41話の脚本を担当した川上英幸は、マイナスエネルギーに直接関わる怪獣であることからホーを登場させたとしている[14]。
- 『メビウス』に登場した80は、2007年2月28日に開催された「日本オタク大賞06/07」で、この第41話の内容を理由として大賞を受賞した[15]。

## 『大怪獣バトル ウルトラ銀河伝説 THE MOVIE』に登場するホー
映画『大怪獣バトル ウルトラ銀河伝説 THE MOVIE』に登場。
ウルトラマンベリアルのギガバトルナイザーの力で怪獣墓場から復活し、ベリアルが操る怪獣軍団の1体となる。怪獣墓場でウルトラ戦士やレイの使役する怪獣ゴモラやリトラと戦う。その後、足元のおぼつかなくなった初代ウルトラマンとウルトラマンメビウス、ウルトラマンダイナを襲うが、助けに来たウルトラマンゼロのエメリウムスラッシュを受け、爆散する。

## 『ウルトラゾーン』に登場するホー
『ウルトラゾーン』内の第2話「怪しいものじゃないです」と第12話「いつも隣にホーがいる」に登場。
「怪しいものじゃないです」では、瀟洒（）なマンションの一室に訪れる訪問業者として登場（声：角田晃広〈東京03〉）。
第16話のアイキャッチでは、映画館の客席で号泣している姿が描かれている。

### 「いつも隣にホーがいる」
失恋の悲しみから生まれる透明な人間大の怪獣。自らを産み出した人間について歩くが、特に害をなすことはない。悲しみが深いほど明確な姿となる。失恋のショックでホーを生み出した青年ノボル（演：北条隆博）、恋人をルナチクスに殺されたショックでホーを生み出した女性タマエ（演：水沢奈子）だけが視認できる。
初めて出会ったノボルとタマエがホーを視認できることを喜び合っているところにルナチクスが出現し、タマエはルナチクスの攻撃で爆炎に呑まれる。ノボルの悲しみで彼のホーは巨大化し、ルナチクスを攻撃して酸の涙で苦しめるが、火炎放射の前に劣勢を強いられる。しかし、辛うじて撃退には成功し、ルナチクスは再び地中に潜ってゆく。
実はタマエは彼女のホーが身代わりとなり、命を取り留めていた。しかし、ノボルのホーは強すぎた悲しみから暴走し、彼とタマエを襲い始める。死を覚悟したノボルとタマエが気持ちを伝え合い、失恋の悲しみから解放されるとホーは消え去る。その後、恋人となったノボルとタマエの傍にホーが現れることはなかった。
- 出身地は、書籍『ウルトラゾーンオフィシャル完全ガイド』では「不明」[20]、書籍『円谷プロ全怪獣図鑑』では「ノボルの失恋」[18]と記述している。

## 『ウルトラマンオーブ』に登場するホー
『ウルトラマンオーブ』第7話「霧の中の明日」に登場。
不幸な予知夢ばかりを見る女子高校生のハルカによる、「運命は変えられない」という絶望のマイナスエネルギーが生み出した怪獣。硫酸の涙を流すほか、目と口から硫酸成分をマイナスエネルギーで転化した硫酸光線を放つ。泣くことで相手の隙を誘う狡猾な戦法も用いる。
ウルトラマンオーブの敗北という運命の予知夢に従ってオーブを圧倒し、ストビュームダイナマイトを受けても即座に霧の中から復活し、背後からの一撃でオーブを倒すはずであった。しかし、「予知夢が誰かの運命に関係がある」というナオミの言葉と「過去は変えられなくても、未来は変えられる」というガイの激励に奮起したハルカによって運命が変わると、途端に力を失って沈黙してスペリオン光線を受け、消滅する。
- スーツアクター：横尾和則[23]
- 初期プロットでは、ハルカは夢破れた歌手志望の少女という設定で、ホーとしてオーブに倒される様子を自身のラストステージにしようとするという展開であった[24]。
- 第7話の監督を担当した市野龍一は、マイナスエネルギーを霧で表現することを考え、首のディテールを吸気口と解釈して演出している[24]。

## その他の作品に登場するホー
- 『ウルトラ怪獣擬人化計画』で擬人化されている。デザインは富岡二郎[25]。「ノベル&ドラマCDブック『愛を叫べ！怪獣娘!?』〜ウルトラ怪獣擬人化計画〜」での声優は葵ひびき[26]。
- 「ポピニカ ウルトラマン80シリーズ」のCMに登場している。
- 『めちゃ×2イケてるッ!』では、『大怪獣バトル ウルトラ銀河伝説 THE MOVIE』の出演オーディションに参加したが、特に目立ったことはしていない。
- 2009年のHONDA「ステップワゴン スパーダ」のCMでは、スパーダを恐れて他の怪獣と共に道を空ける役で登場している。
- テレビアニメ『SSSS.GRIDMAN』第2話では、新条アカネの部屋の棚にホーのフィギュアが飾られている[27][28]。

## ゲーム作品に登場するホー
- 『ウルトラ怪獣バトルブリーダーズ』では、イベントクエスト「ホー降臨」でドロップアイテムを集めると獲得可能[29]。
- 『ウルトラ怪獣モンスターファーム』では、継承クッキーとして登場。育成中の怪獣のゲキリンを下げる効果がある。